# زمین‌لرزه ۱۹۶۵ المپیا
زمین‌لرزه المپیا  در تاریخ ۲۹ آوریل ۱۹۶۵ میلادی، برابر با ‎۹ اردیبهشت ۱۳۴۴، ساعت ۱۵:۲۸:۴۵ به زمان یوتی‌سی در آمریکا ، منطقه ایالت واشنگتن رخ داد. ژرفای این زلزله ۶۵٫۷ کیلومتر بود. بزرگی آن ۶٫۵ در مقیاس mb اعلام شده‌است. زمین‌لرزه به وقت محلی در روز پنج‌شنبه، ساعت ۷ روی داده و منطقه زمانی آن یوتی‌سی -۸ بوده‌است (با لحاظ تغییر ساعت تابستانی).
سازمان زمین‌شناسی آمریکا نیز جای این زمین‌لرزه را در مختصات ۴۷°۲۴′شمالی ۱۲۲°۱۸′غربی / ۴۷٫۴°شمالی ۱۲۲٫۳°غربی و بزرگی آنرا برابر با ۶٫۶ در مقیاس ریشتر اعلام کرده‌است. ژرفای گزارش شده از سوی این سازمان ۵۹ کیلومتر می‌باشد.
شمار کشتگان زلزله حدود ۷ نفر بوده‌است.